# Leende dansmusik 86
Leende dansmusik 86 är ett studioalbum från 1986 av det svenska dansbandet Matz Bladhs.

## Låtlista
1. Än en gång skall fåglarna sjunga
2. Ljus och värme (Lys og varme)
3. Stars Fell on Alabama
4. Det är dags att börja om
5. Kärleken (L'amour en héritage/Only Love)
6. Älska, glömma och förlåta (Wild Side of Life)
7. I Need Your Love Tonight
8. Så glad som dina ögon
9. En dörr på glänt
10. Du får ej gå (Nikita)
11. Gå din väg, låt mej va' (Take These Chains from My Heart)
12. South of the Border
13. Jag vill ge dig all min kärlek (For the Millionth and Last)
14. Tänker du på mig ibland
15. När syrenerna blommar därhemma